# Nyári vakáció (festmény)
A Nyári vakáció (eredetileg svédül: Sommarnöje) Anders Zorn svéd festő akvarellje, melyet a művész 1886-ban festett Dalarö településen. A képen a művész felesége, Emma Zorn és a mesterhajós Carl Gustav Dahlström látható a tengerparton.
A festmény magassága 76 cm (29,92 inch), míg szélessége 54 cm (21,26 inch).

## Története
2010. június 3-án Zorn alkotását a stockholmi aukciós házban 26 millió svéd koronáért adták el egy ismeretlen svéd műgyűjtőnek, és ezzel az árveréseken legdrágábban eladott svéd festmény lett. A korábbi rekorder svéd festmény az August Strindberg által festett Csodaország (svédül: Underlandet) című festmény volt, melyért 22,6 millió svéd koronát adtak egy árverésen az 1980-as évek végén.

## Fogadtatása
A Dagens Nyheter műkritikusa, Birgitta Rubin ezt írta az újságban:
Nagyon ügyesen festette meg, kiváló Zorn akvarellfestészeti technikája. Páratlanul meg tudja ragadni a víz és a fény mozgását. A kép nagyon hangulatos – ez bizonyítja, hogy a festő a szerelmét festette meg.
Erica Treijs a Svenska Dagbladetben a következőket írja az alkotásról:
Zorn nagyszerű képessége a víz mozgásának, a hullámok csillogásának visszaadására teszi a művet csodálatossá és immár rekorderré.

## Fordítás
- Ez a szócikk részben vagy egészben  a   Sommarnöje (konstverk) című svéd Wikipédia-szócikk fordításán alapul.  Az eredeti cikk szerkesztőit annak laptörténete sorolja fel. Ez a jelzés csupán a megfogalmazás eredetét és a szerzői jogokat jelzi, nem szolgál a cikkben szereplő információk forrásmegjelöléseként.